# Onthophagus imberbis
Onthophagus imberbis là một loài bọ cánh cứng trong họ Bọ hung (Scarabaeidae).